# Penichrolucanus leveri
Penichrolucanus leveri es una especie de coleóptero de la familia Lucanidae.

## Distribución geográfica
Habita en Nueva Guinea y las Islas Salomón.